# Parafia Niepokalanego Poczęcia Najświętszej Maryi Panny w Moskwie

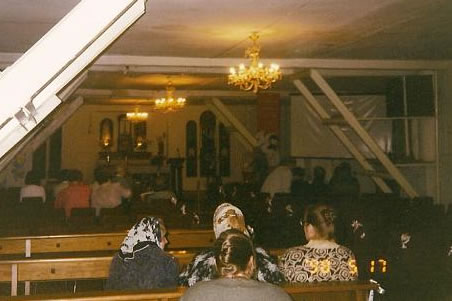
Kościół Niepokalanego Poczęcia Najświętszej Marii Panny w Moskwie ok. 1993

Parafia Niepokalanego Poczęcia Najświętszej Maryi Panny w Moskwie – rzymskokatolicka parafia znajdująca się w archidiecezji Matki Bożej w Moskwie, w dekanacie centralnym. Parafia katedralna archidiecezji. Parafię prowadzą salezjanie.
Msze święte odprawiane są w językach łacińskim, rosyjskim, polskim, koreańskim, wietnamskim, angielskim, francuskim oraz hiszpańskim.

## Historia
Kościół Niepokalanego Poczęcia Najświętszej Marii Panny w Moskwie powstał z inicjatywy zamieszkałych w mieście Polaków. Poświęcony 24 grudnia 1911, jednak prace przy nim trwały do 1917 i nie zostały całkowicie ukończone. Po rewolucji październikowej na katolików spadły represje. Ówczesny proboszcz ks. Michał Cakul był aresztowany w 1924, 1927, 1929 i 1931. W 1931 skazany na 2 lata zesłania, z zakazem zamieszkania w dużych miastach. W 1931 aresztowano również posługującego w parafii katolikom wschodnim ks. Siergieja Sołowjowa, który podczas śledztwa zachorował psychicznie. Ostatni raz proboszcz Cakul aresztowany został 3 maja 1937 za odprawienie na prośbę ambasadora RP w Moskwie mszy świętej z okazji polskiego święta narodowego. Skazany na 10 lat łagrów. Tam został skazany na śmierć i zamordowany. W 1937 komuniści zamknęli świątynię i 30 lipca 1938 ją znacjonalizowali.
Pierwszą po latach mszę świętą odprawiono 8 grudnia 1990 na schodach kościoła. Parafia oficjalnie reaktywowana w kwietniu 1991. Kościół był odzyskiwany stopniowo do 2 lutego 1996, kiedy to cała świątynia znalazła się w posiadaniu Kościoła. Po remoncie, 12 grudnia 1999 kościół konsekrował legat papieski, sekretarz stanu Stolicy Apostolskiej kard. Angelo Sodano.